# Thomas Mayrpeter
Thomas Mayrpeter (ur. 5 maja 1992) – austriacki narciarz alpejski, dwukrotny medalista mistrzostw świata juniorów.

## Kariera
Po raz pierwszy na arenie międzynarodowej Thomas Mayrpeter pojawił się 4 grudnia 2007 roku w Tschagguns, gdzie w zawodach FIS Race zajął 49. miejsce w slalomie. W 2012 roku wystartował w zjeździe i supergigancie na mistrzostwach świata juniorów w Roccaraso, jednak nie ukończył obu konkurencji. Podczas rozgrywanych rok później mistrzostw świata juniorów w Quebecu zwyciężył w supergigancie. Dwa dni wcześniej był drugi w zjeździe, przegrywając tylko z Nilsem Manim ze Szwajcarii. Startuje głównie w zawodach Pucharu Europy, w których zadebiutował 12 stycznia 2011 roku w Patscherkofel, zajmując 34. miejsce w zjeździe. Kilkukrotnie stawał na podium zawodów tego cyklu, jednak nie odniósł zwycięstwa. Najlepsze wyniki osiągnął w sezonie 2014/2015. Nie startował na mistrzostwach świata ani igrzyskach olimpijskich.

## Osiągnięcia

### Mistrzostwa świata juniorów
| Miejsce | Dzień     | Rok  | Miejscowość | Konkurencja | Czas biegu  | Strata  | Zwycięzca           |
| ------- | --------- | ---- | ----------- | ----------- | ----------- | ------- | ------------------- |
| DNF     | 2 marca   | 2012 | Roccaraso   | Zjazd       | 1:11,99 min | -       | Ryan Cochran-Siegle |
| DNF     | 3 marca   | 2012 | Roccaraso   | Supergigant | 1:02,73 min | -       | Ralph Weber         |
| 2.      | 22 lutego | 2013 | Québec      | Zjazd       | 1:30,95 min | +0,19 s | Nils Mani           |
| 1.      | 24 lutego | 2013 | Québec      | Supergigant | 58,49 s     | -       | -                   |

### Puchar Europy

#### Miejsca w klasyfikacji generalnej
- sezon 2011/2012: 85.
- sezon 2012/2013: 49.
- sezon 2013/2014: 22.
- sezon 2014/2015: 2.
- sezon 2015/2016: -
- sezon 2016/2017: 143.
- sezon 2017/2018: 143.